# Mantra Sun City
Pour les articles homonymes, voir Mantra (homonymie).
Le Mantra Sun City ou Sun City Building est un gratte-ciel de 130 mètres de hauteur construit dans la ville de Gold Coast dans l'état du Queensland en Australie en 1999.
Il abrite des logements sur 42 étages.
L'architecte est l'agence DBI Group